# バブ・アズマン
バブ・アズマン（Bub Asman, 1949年8月17日 - ）は、アメリカ合衆国の音響編集者である。

## 人物
2006年の映画『硫黄島からの手紙』と2014年の映画『アメリカン・スナイパー』でアカデミー賞音響編集賞を受賞した。
音響編集者となる以前は編集技師として活動しており、リー・ジョーンズ監督の『女体収集エイリアン』（1973年）などにクレジットされている。
撮影監督のウィリアム・L・アズマンとリレコーディング・ミキサーのジョン・アズマンは兄弟である。

## 受賞とノミネート
| 賞               | 年   | 部門       | 作品名                 | 結果       |
| ---------------- | ---- | ---------- | ---------------------- | ---------- |
| アカデミー賞     | 1996 | 音響編集賞 | イレイザー             | ノミネート |
| アカデミー賞     | 2000 | 音響編集賞 | スペース カウボーイ    | ノミネート |
| アカデミー賞     | 2006 | 音響編集賞 | 硫黄島からの手紙       | 受賞       |
| アカデミー賞     | 2006 | 音響編集賞 | 父親たちの星条旗       | ノミネート |
| アカデミー賞     | 2014 | 音響編集賞 | アメリカン・スナイパー | 受賞       |
| 英国アカデミー賞 | 2014 | 音響賞     | アメリカン・スナイパー | ノミネート |